# أثينا (شركة)
أثينا (باليابانية: 株式会社アテナ) هي شركة تطوير ألعاب فيديو يابانية أسست في يوليو لعام 1987.

## وصلات خارجية
- موقع الشركة
- ألعاب طورت من قبل أثينا على موبي غيمز